# D-イジトール-2-デヒドロゲナーゼ
D-イジトール-2-デヒドロゲナーゼ（D-iditol 2-dehydrogenase）は次の化学反応を触媒する酸化還元酵素である。
D-イジトール + NAD+ {\displaystyle \rightleftharpoons } D-ソルボース + NADH + H+
反応式の通り、この酵素の基質はD-イジトールとNAD+、生成物はD-ソルボースとNADHとH+である。
組織名はD-iditol:NAD+ 2-oxidoreductaseである。別名に、D-sorbitol dehydrogenaseがある。